# Malta na Letnich Igrzyskach Olimpijskich 2012
Maltę na Letnich Igrzyskach Olimpijskich 2012, które odbyły się w Londynie reprezentowało 5 zawodników.
Był to piętnasty start reprezentacji Malty na letnich igrzyskach olimpijskich.

## Reprezentanci

### Lekkoatletyka
Mężczyźni
| Zawodnik       | Konkurencja   | Eliminacje | Eliminacje | Ćwierćfinał | Ćwierćfinał | Półfinał | Półfinał | Finał | Finał   |
| Zawodnik       | Konkurencja   | Wynik      | Miejsce    | Wynik       | Miejsce     | Wynik    | Miejsce  | Wynik | Miejsce |
| -------------- | ------------- | ---------- | ---------- | ----------- | ----------- | -------- | -------- | ----- | ------- |
| Rachid Chouhal | bieg na 100 m | 10,83      | 4.         | NQ          | NQ          | NQ       | NQ       | NQ    | NQ      |

Kobiety
| Zawodniczka | Konkurencja   | Eliminacje | Eliminacje | Ćwierćfinał | Ćwierćfinał | Półfinał | Półfinał | Finał | Finał   |
| Zawodniczka | Konkurencja   | Wynik      | Miejsce    | Wynik       | Miejsce     | Wynik    | Miejsce  | Wynik | Miejsce |
| ----------- | ------------- | ---------- | ---------- | ----------- | ----------- | -------- | -------- | ----- | ------- |
| Diane Borg  | bieg na 100 m | 12,00      | 3.         | 11,92       | 8.          | NQ       | NQ       | NQ    | NQ      |

### Pływanie
Mężczyźni
| Zawodnik        | Konkurencja    | Eliminacje | Eliminacje | Półfinał | Półfinał | Finał | Finał   |
| Zawodnik        | Konkurencja    | Czas       | Miejsce    | Czas     | Miejsce  | Czas  | Miejsce |
| --------------- | -------------- | ---------- | ---------- | -------- | -------- | ----- | ------- |
| Andrew Chetcuti | 100 m dowolnym | 51,67      | 39.        | NQ       | NQ       | NQ    | NQ      |

Kobiety
| Zawodniczka   | Konkurencja  | Eliminacje | Eliminacje | Półfinał | Półfinał | Finał | Finał   |
| Zawodniczka   | Konkurencja  | Czas       | Miejsce    | Czas     | Miejsce  | Czas  | Miejsce |
| ------------- | ------------ | ---------- | ---------- | -------- | -------- | ----- | ------- |
| Nicola Muscat | 50m dowolnym | 27,22      | 43.        | NQ       | NQ       | NQ    | NQ      |

### Strzelectwo
Mężczyźni
| Zawodnik         | Konkurencja   | Kwalifikacje | Kwalifikacje | Finał  | Finał   |
| Zawodnik         | Konkurencja   | Punkty       | Miejsce      | Punkty | Miejsce |
| ---------------- | ------------- | ------------ | ------------ | ------ | ------- |
| William Chetcuti | trap podwójny | 135          | 9.           | NQ     | NQ      |